# ألفرد أندرسون
ألفرد أندرسون (بالإنجليزية: Alfred Anderson)‏ هو سياسي أسترالي، ولد في 4 يونيو 1888، وتوفي في 6 أغسطس 1956.